# Euophrys dhaulagirica
Euophrys dhaulagirica är en spindelart som beskrevs av Zabka 1980. Euophrys dhaulagirica ingår i släktet Euophrys och familjen hoppspindlar. Inga underarter finns listade i Catalogue of Life.